# Антрополог на Марсе
«Антрополог на Марсе: Семь парадоксальных историй» (англ. An Anthropologist on Mars: Seven Paradoxical Tales) — книга американского невролога Оливера Сакса, впервые опубликованная в 1995 году. В книге описываются семь историй болезней людей с неврологическими заболеваниями, такими как аутизм, синдром Туретта и другими. Книга «Антрополог на Марсе» продолжает многие темы, которые Оливер Сакс исследовал в своей книге «Человек, который принял жену за шляпу» (1975). В данной книге невролог рассказывает о своих пациентах и о пациентах со схожими симптомами.
Оливер Сакс изучал своих пациентов за пределами больницы, часто путешествуя на значительные расстояния, чтобы пообщаться со своими испытуемыми в привычном для них окружении. Автор заключает, что «дефекты, расстройства [и] заболевания <…> могут играть парадоксальную роль, выявляя скрытые силы, развитие, эволюцию, формы жизни, которые никогда не могли бы быть замечены или даже вообразимы в их отсутствии».

## Содержание

### Первая история
«История художника-дальтоника» рассказывает о художнике, которого внезапно поразила церебральная ахроматопсия, или неспособность воспринимать цвет из-за повреждения мозга.

### Вторая история
В «Последнем хиппи» автор описывает случай человека, страдающего от массивной опухоли мозга, включая антероградную амнезию, которая не позволяет ему вспомнить что-либо, что произошло с конца 1960-х годов. Этот случай заставляет Сакса вспомнить историю с Финеасом Гейджем, американским рабочим-железнодорожником, который прожил ещё почти 11 лет после того, как железный стержень прошёл через его череп, почти полностью уничтожив лобную часть его мозга.

### Третья история
«Жизнь хирурга» описывает взаимодействия Сакса с доктором Карлом Беннеттом, хирургом и пилотом-любителем с синдромом Туретта. Хирурга часто одолевают тики, но они исчезают, когда он занимается какой-либо работой.

### Четвёртая история
«Видеть и не видеть» — рассказ о Шёрл Дженнингс — человеке, который ослеп в детстве, но врачам удалось восстановить ему зрение на короткое время. Это был один из немногих случаев, когда человек снова обрёл зрение, потерянное в таком раннем возрасте. После операции пациент испытывал большие трудности, так как его мозг не мог связать то, что он видел, со зрительной памятью, ему пришлось снова учиться определять объекты, используя другие органы чувств.

### Пятая история
В «Пейзаже его снов» повествуется о взаимодействии Сакса с Франко Маньяни, художником, одержимым своей родной деревней Понтито в Тоскане. Хотя Маньяни не видел свою деревню в течение многих лет, он создал в своей голове подробную, очень точную трёхмерную модель Понтито.

### Шестая история
«Вундеркинды» — это история взаимоотношений доктора со Стивеном Уилтширом, молодым художником-архитектором и учёным, у которого в трёхлетнем возрасте диагностировали аутизм. Хью Кассон назвал его «возможно, лучшим ребёнком-художником в Британии».

### Седьмая история
В «Антропологе на Марсе» Сакс описывает свою встречу с Тэмпл Грандин, аутичной женщиной, всемирно известным дизайнером животноводческих помещений для гуманного обращения с животными и профессором Университета штата Колорадо. Название этого рассказа происходит от фразы, которую Грандин использует, чтобы описать, как она довольно часто чувствует себя в социальных взаимодействиях.

## Критика и отзывы
Американский литературный критик Митико Какутани обозревает книгу «Антрополог на Марсе» в своей статье «Книга времени; поиск преимуществ при некоторых психических расстройствах», написанной для «Нью-Йорк Таймс».

Психолог Павел Зыгмантович о книге высказался так: 
«Оливер Сакс использует истории пациентов с различными отклонениями в работе мозга и психики, чтобы показать два момента. Во-первых, работу мозга. Во-вторых, силу человеческого духа»

Российский автор Евгения Береснева оценила книгу:
"Истории своих пациентов, которые благодаря причудам полного загадок человеческого мозга легко могли бы стать сюжетами для «желтой» прессы, Сакс всегда рассказывает с огромным уважением. О биографии же самого Оливера Сакса российские читатели знают не так много. Между тем он весьма далек от хрестоматийного образа «рассеянного профессора»

## В массовой культуре
- Фильм «С первого взгляда[англ.]» (1999) основан на четвёртой истории — «Видеть и не видеть».
- Фильм «Музыка продолжала играть[англ.]» (2011) основан на рассказе «Последний хиппи».
- В основе сюжета пьесы «Молли Суини[англ.]» Брайана Фрила лежит история «Видеть и не видеть».